# بيت اليسرى (الحيمة الداخلية)

تعديل مصدري - تعديل

بيت اليسرى هي إحدى قرى عزلة بني النمري بمديرية الحيمة الداخلية التابعة لمحافظة صنعاء، بلغ تعداد سكانها 626 نسمة حسب تعداد اليمن لعام 2004.